# NGC 1723
NGC 1723 is een balkspiraalstelsel in het sterrenbeeld Eridanus. Het hemelobject werd op 12 januari 1882 ontdekt door de Duitse astronoom Ernst Wilhelm Leberecht Tempel.

## Synoniemen
- PGC 16493
- MCG -2-13-29
- IRAS04571-1103